# Joe Leydon
Joseph Patrick Michael Leydon (Nova Orleans, 22 de agosto de 1952) é um crítico e historiador de cinema norte-americano. Crítico e correspondente da Variety desde 1990, ele é o autor do Joe Leydon's Guide to Essential Movies You Must See (Michael Wiese Productions). Em julho de 2021, ele tinha 1.225 avaliações coletadas no site Rotten Tomatoes. Ele também é membro fundador da Houston Film Critics Society e membro votante do Critics Choice.

## Biografia e carreira
Leydon nasceu em Nova Orleans, Louisiana. Ele se formou na Universidade de Loyola com um diploma em jornalismo. Na universidade, ele estudou com o falecido Ralph T. Bell. Em 2007, ele obteve o título de Mestre em Artes pela Escola de Comunicação Jack J. Valenti da Universidade de Houston.

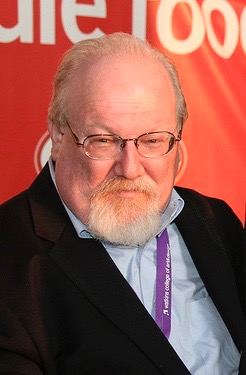
Leydon no Festival de Cinema de Nashville em 2008

Leydon foi crítico de cinema do The Houston Post de 1982 até 1995. Ele também fez críticas de filmes para o The Houston Press, The San Francisco Examiner, MSNBC.com e a afiliada da NBC, KPRC-TV, em Houston. Seu trabalho como jornalista, entrevistador e escritor de destaque apareceu no New York Daily News, Los Angeles Times, Newsday, The Tennessean, The Boston Globe, Toronto Star e Austin American-Statesman ; Film Comment, MovieMaker e revistas New Orleans. De 2001 a 2020, ele lecionou cursos de estudos de cinema no Houston Community College.